# لوند تاج‌سفید
لوند تاج‌سفید (نام علمی: Lophornis adorabilis) نام یک گونه از سرده لوندها است.